# 长梗山矾
长梗山矾（学名：Symplocos modesta），又名小叶白笔，为山矾科山矾属下的一个种，是一种台湾特有常綠灌木、小喬木，高可達10米，可作為觀賞植物。

## 扩展阅读
- 維基物種上的相關：长梗山矾